# Spiritland
Albums de Coco Robicheaux
Louisiana Medecine Man
(1998)
Spiritland est le premier album du bluesman américain Coco Robicheaux. Il est sorti le 12 décembre 1995 sur le label Orleans Records.
Cet album fut enregistré en 1993 et 1994 à la Nouvelle-Orléans dans les Studios Chez Flames et dans les studios de Carlo Ditta, fondateur de label Orleans Records.

## Liste des titres
- Tous les titres sont signés par Coco Robicheaux sauf indication.

1. Walking with the Spirit - 4:26
2. Pit Bull (Robicheaux / Steve "Spike" Perkins)- 4:03
3. Spiritland - 6:16
4. Broken String - 4:51
5. We Will Fly Away - 3:45
6. Working Man - 4:22
7. I Knew without Asking - 5:48
8. Saturday Night Before Christmas - 4:28
9. Cryin' Inside - 3:34
10. St. John's Eve - 5:51

## Musiciens
- Coco Robicheaux: chant, guitare rythmique, chœurs

avec
- Guitare rythmique, solo et slide: Michael Sklar, Dave Holladay, Tom Malone
- Guitare rythmique: Mark Dobriner
- Claviers: Rick Allen, Earl Stanley (orgue), Diz "Honey Bear" Watson, Sonny Sheridan (piano)
- Basse: James Singleton, Earl Stanley, Spike Perkins, Doug Therion
- Batterie: Gary Reiger, J.J. Juliano
- Percussions: Alfred "Uganda" Roberts, Dalia, DuDu Martinez
- Chœurs: Geri Hall, Irene sage, Lenny McDaniels, Holly Bendtsen, Allison Miner
- Violon: Naney Buchan
- Harmonica: Smokey Greenwell
- Trompette: Larry Carter
- Trompette solo (titres 8 & 10): Boo LaCrosse
- Trombone: David Woodward
- Saxophone ténor: Tom Fitzpatrick
- Saxophone bariton, flûte basse: Hart McNee
- Steel drum: Peter Nu